# Репин, Александр Степанович
Александр Степанович Репин (24 ноября 1944 — 22 июня 2015) — советский и российский тренер по биатлону, заслуженный тренер РСФСР.

## Биография
Выступая в лыжных гонках, добился звания мастера спорта по лыжным гонкам и выиграл чемпионат СССР среди юниоров.
Завершив спортивную карьеру, являлся старшим тренером Пермского областного совета «Динамо». Его самым известным воспитанником является многократный чемпион Европы, призер чемпионата мира по биатлону  Сергей Коновалов.  